# Quận Baker, Florida
Quận Baker là một quận nằm ở tiểu bang Florida. Năm 2000, quận có dân số 22.259. Con số ước tính năm 2006 của Cục điều tra dân số Hoa Kỳ là 25.203 người . Quận lỵ là Macclenny, Florida6. Quận này nằm trong Vùng đại đô thị Jacksonville.

## Lịch sử
Quận Baker được thành lập năm 1861. Tên được đặt theo James McNair Baker, một thẩm phán và là một thượng nghị sĩ Liên bang Mỹ (Confederate States of America|Confederate).

## Địa lý
Theo Cục điều tra dân số Hoa Kỳ, quận này có tổng diện tích 1.525 km² (589 mi²). 1.516 km² (585 mi²) là mặt đất và 10 km² (4 mi²) là mặt nước.

### Các quận giáp giới
- Quận Charlton, Georgia - bắc
- Quận Ware, Georgia - bắc
- Quận Nassau, Florida – đông bắc
- Quận Duval, Florida - đông
- Quận Clay, Florida – đông nam
- Quận Union, Florida - nam
- Quận Bradford, Florida - nam
- Quận Columbia, Florida - tây
- Quận Clinch, Georgia – tây bắc